# Veggiano
Veggiano est une commune italienne de la province de Padoue, dans la région de Vénétie.

## Économie
- ALAN : fabrication de bicyclettes.

## Administration
| Période                                  | Période | Identité | Étiquette | Qualité |
| ---------------------------------------- | ------- | -------- | --------- | ------- |
|                                          |         |          |           |         |
| Les données manquantes sont à compléter. |         |          |           |         |

### Communes limitrophes
Cervarese Santa Croce, Grisignano di Zocco, Mestrino, Montegalda, Saccolongo.

## Personnalités
- Gabriella Dorio (1957-), championne olympique du 1 500 m en 1984.